# Cemitério Judaico (Abterode)

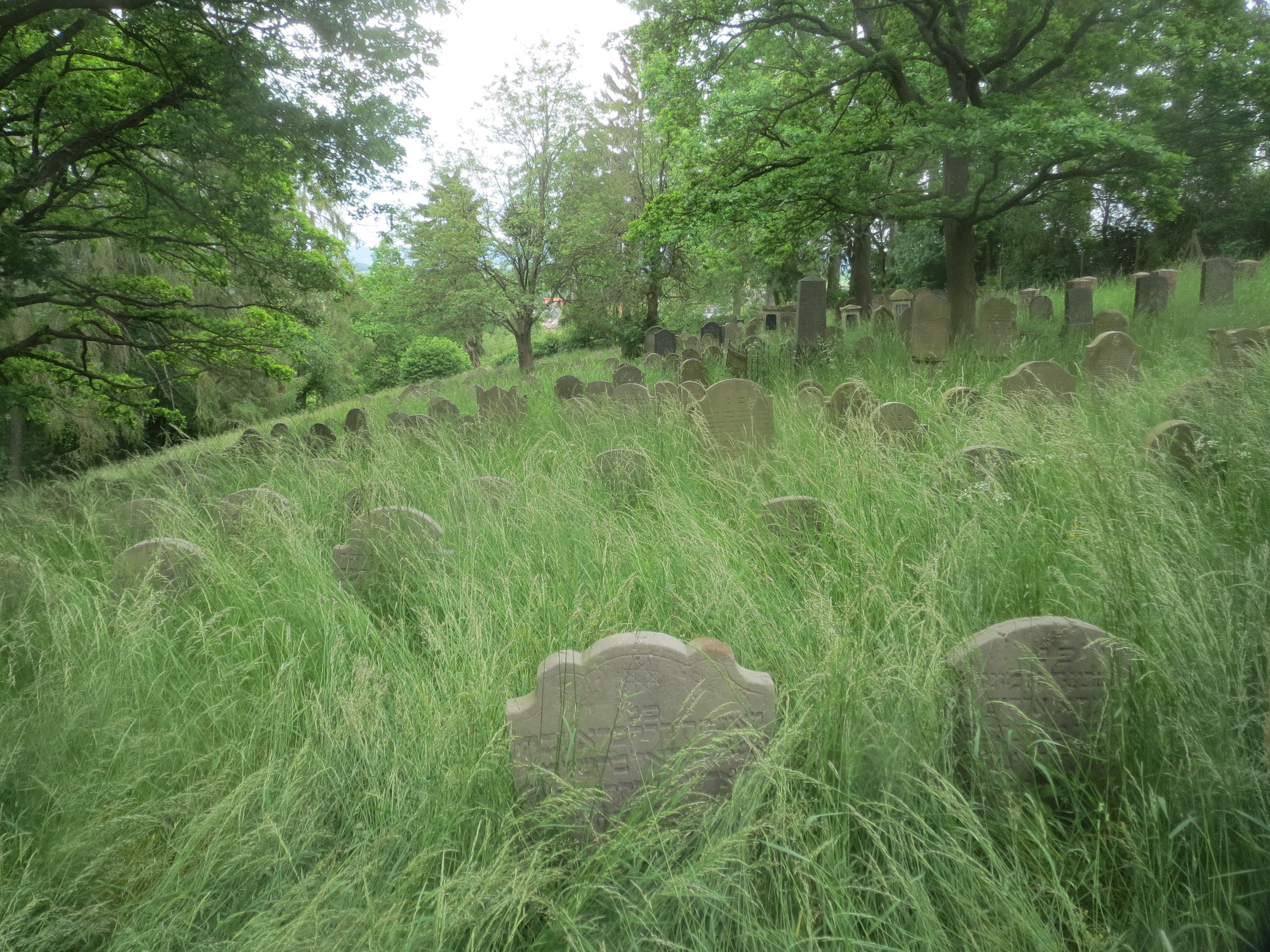
O Cemitério Judaico de Abterode

O  Cemitério Judaico de Abterode (em alemão:  Jüdischer Friedhof Abterode) é um cemitério judaico em Abterode, no distrito de Werra-Meißner, estado de Hessen. Foi construído em meados do século XVII. O cemitério fica a cerca de 200 metros da periferia da cidade do lado direito da Rehbergstraße. 
Antes disso, os judeus que morreram em Abterode foram enterrados no Cemitério Judaico de Jestädt. Os mortos das seguintes comunidades judaicas também foram enterrados no cemitério judaico em Abterode: Allendorf, Frankershausen, Germerode e Vockerode.
Ainda existem 491 matzevas do período de 1659 a 1936 no cemitério de 49,03 ares.